# ネルソン・P・ルイス
ネルソン・P・ルイス（1856年 - 1924年）は、20世紀初頭に活躍したアメリカ合衆国の都市計画家。土木技術者。
1902年から1920年まで、ニューヨーク市のブルックリン街に携わるエンジニアのチーフを務め、1921年5月には大都市ニューヨークのエンジニアリングポスト最高位になるニューヨークとその周辺の広域地方計画の調査部ディレクターにまで就任することになる。
ルイスは、米国土木学会、市営改良のアメリカ学会、アメリカの道路機械工業会など多くの専門機関のメンバーに名を連ね、そして国内の都市計画に関する全国会議の会合にも積極的な役割を果たした。 専門分野や経験だけでなく海外での活動も多く行った。

## 著書
ニューヨークのジョンワイリー＆サンズ社から1916年に『The Planning of the Modern』が出版される。この書では当時の世界各国の市制状況などが非常に詳しく掲載されて、戦前日本でも紹介され参考にされている。
この本は、第二次世界大戦後に2巻からなる出版物に息子によって改訂される。
また、『Highway traffic, including a program by Nelson P. Lewis, for a study of all communication facilities within the region of New York and its environs（Metropolitan America, Regional survey ; v. 3）』も後にArno Press から息子によって1974年に出版されている。

## 経歴
1879年レンセラー工科大学で土木工学の学位を取得し、アメリカ南西部の鉄道技術者としてキャリアをスタートさせている。
1884年、都市道路の事務局を担当、1902年からニューヨーク市地域計画会のチーフエンジニアとして18年間の任期を開始。ブルックリン街のエンジニアリングスタッフに加わる。1908年からニューヨーク市街地全体の仕事に携わる。
1910年に都市の地下構造について報告するため、ヨーロッパの多くの都市を視察した。 その後、ブリュッセルに1910年、ロンドンに1913年、そしてパリの国際道路や街路会議などに参加。1913年にゲントでの都市国際会議に参加。
都市工学のものを超えて都市計画に関する事項から、ニューヨーク近郊の地域計画のための物理的調査のディレクターとして参加は、同国では初となる包括的なゾーニング規制制定につながった。この他、委員会が構築したニューヨークハイツでの貢献も知られる。